# Jacques Wild
Jacques Wild (Saida, 20 ottobre 1905 – Versailles, 26 novembre 1990) è stato un calciatore francese, di ruolo centrocampista.

## Carriera

### Nazionale
Ha collezionato 8 presenze con la propria Nazionale.